# Усть-Каменогорськ (аеропорт)
Аеропо́рт «Усть-Каменогорськ» — міжнародний аеропорт міста Усть-Каменогорськ в Східноказахстанської області Казахстану.
Аеродром Усть-Каменогорськ 2 класу, здатний приймати повітряні судна типів Іл-76 (151,5 т), Ту-154, Ту-134, Як-42, А-12, Іл-18, Airbus A320 та легші.

## Авіалінії та напрямки
| Авіакомпанія | Пункт призначення               |
| ------------ | ------------------------------- |
| Air Astana   | Алмати, Нур-Султан              |
| Bek Air      | Алмати, Нур-Султан              |
| Qazaq Air    | Нур-Султан                      |
| S7 Airlines  | Москва-Домодєдово, Новосибірськ |
| SCAT         | Алмати, Нур-Султан, Караганда   |